# Kosmos 1999
Kosmos 1999 (ang. Space: 1999) – brytyjski serial telewizyjny science fiction nakręcony w latach 70. W Polsce nadawany był początkowo pod tytułem Cosmos 1999 w comiesięcznym sobotnim Studio 2, emitowanym w wolne soboty, od 8 stycznia 1977 do 1979 roku.

## Zarys fabuły
13 września 1999 roku Księżyc, na skutek eksplozji radioaktywnych odpadów składowanych na jego powierzchni, wyrzucony zostaje z orbity ziemskiej i przemieszcza się po wszechświecie, a wraz z nim załoga stacji kosmicznej Alpha.

## Obsada aktorska
- Martin Landau – komandor John Koenig, d-ca bazy księżycowej Alfa
- Barbara Bain – dr Helena Russell, szef sekcji medycznej bazy
- Catherine Schell – Maya, oficer naukowy
- Nick Tate – Alan Carter, szef pilotów
- Zienia Merton – Sandra Benes, analityczka danych
- Barry Morse – prof. Victor Bergman, doradca naukowy
- Prentis Hancock – Paul Morrow, z-ca komandora Koeniga, główny kontroler lotów
- Clifton Jones – David Kano, oficer operacyjny
- Tony Anholt – Tony Verdeschi, z-ca komandora Koeniga, szef ochrony i centrum dowodzenia
- Suzanne Roquette – Tanja, oficer operacyjny
- Jeffery Kissoon – dr Ben, zastępca dr Helen

i inni. 
W epizodach wystąpili m.in.: Joan Collins, Jeremy Kemp, Ian McShane, Christopher Lee, Peter Cushing, Rula Lenska, Vicki Michelle.

## Lista odcinków
W Polsce odcinki emitowane były w ramach Studio 2.

### Sezon 1 (1975–1976)
| #  | Tytuł                       | Tytuł polski                                            | Reżyseria        | Scenarzysta                           | Premiera             | Premiera w Polsce (TVP1) |
| -- | --------------------------- | ------------------------------------------------------- | ---------------- | ------------------------------------- | -------------------- | ------------------------ |
| 1  | Breakaway                   | Oderwanie Ucieczka                                      | Lee H. Katzin    | George Bellak                         | 4 września 1975      | 8 stycznia 1977          |
| 2  | Matter of Life and Death    | Sprawa życia i śmierci Kwestia życia i śmierci          | Charles Crichton | Art Wallace & Johnny Byrne            | 27 listopada 1975    | 5 lutego 1977            |
| 3  | Black Sun                   | brak danych Czarne słońce                               | Lee H. Katzin    | David Weir                            | 6 listopada 1975     | brak danych              |
| 4  | Ring Around the Moon        | Pierścień wokół księżyca Pierścień wokół księżyca       | Ray Austin       | Edward di Lorenzo                     | 15 stycznia 1976     | 7 maja 1977              |
| 5  | Earthbound                  | brak danych W stronę Ziemi                              | Charles Crichton | Anthony Terpiloff                     | 4 grudnia 1975       | brak danych              |
| 6  | Another Time, Another Place | W innym miejscu, w innym czasie Inne miejsce, inny czas | David Tomblin    | Johnny Byrne                          | 18 grudnia 1975      | 2 kwietnia 1977          |
| 7  | Missing Link                | brak danych Brakujące ogniwo                            | Ray Austin       | Edward di Lorenzo                     | 22 stycznia 1976     | brak danych              |
| 8  | Guardian of Piri            | brak danych Strażnik Piri                               | Charles Crichton | Christopher Penfold                   | 13 listopada 1975    | brak danych              |
| 9  | Force of Life               | brak danych Siła życia                                  | David Tomblin    | Johnny Byrne                          | 11 września 1975     | brak danych              |
| 10 | Alpha Child                 | Dziecko na Alfie Dziecko Alfy                           | Ray Austin       | Christopher Penfold                   | 16 października 1975 | 4 czerwca 1977           |
| 11 | The Last Sunset             | Ostatni zachód słońca                                   | Charles Crichton | Christopher Penfold                   | 1 stycznia 1976      | 5 marca 1977             |
| 12 | Voyager's Return            | brak danych Powrót sondy Voyager                        | Bob Kellett      | Johnny Byrne                          | 9 października 1975  | brak danych              |
| 13 | Collision Course            | brak danych Kurs kolizyjny                              | Ray Austin       | Anthony Terpiloff                     | 18 września 1975     | brak danych              |
| 14 | Death's Other Dominion      | brak danych Inne królestwo śmierci                      | Charles Crichton | Anthony Terpiloff & Elizabeth Barrows | 2 października 1975  | brak danych              |
| 15 | The Full Circle             | Tajemnica mgły Pełny krąg                               | Bob Kellett      | Jesse Lasky Jnr. & Pat Silver         | 11 grudnia 1975      | 19 listopada 1977        |
| 16 | End of Eternity             | Koniec wieczności Skraj wieczności                      | Ray Austin       | Johnny Byrne                          | 20 listopada 1975    | 3 września 1977          |
| 17 | War Games                   | brak danych Gry wojenne                                 | Charles Crichton | Christopher Penfold                   | 25 września 1975     | brak danych              |
| 18 | The Last Enemy              | brak danych Ostatni wróg                                | Bob Kellett      | Bob Kellett                           | 19 lutego 1976       | brak danych              |
| 19 | The Troubled Spirit         | brak danych Duch                                        | Ray Austin       | Johnny Byrne                          | 5 lutego 1976        | brak danych              |
| 20 | Space Brain                 | Mózg kosmosu Kosmiczny mózg                             | Charles Crichton | Christopher Penfold                   | 29 stycznia 1976     | 29 października 1977     |
| 21 | The Infernal Machine        | brak danych Piekielna machina                           | David Tomblin    | Anthony Terpiloff & Elizabeth Barrows | 8 stycznia 1976      | brak danych              |
| 22 | Mission of the Darians      | brak danych Misja Darian                                | Ray Austin       | Johnny Byrne                          | 30 października 1975 | brak danych              |
| 23 | Dragon's Domain             | Domena smoka Królestwo smoka                            | Charles Crichton | Christopher Penfold                   | 23 października 1975 | 23 lipca 1977            |
| 24 | The Testament of Arkadia    | Testament Arkadii                                       | David Tomblin    | Johnny Byrne                          | 12 lutego 1976       | 6 sierpnia 1977          |

### Sezon 2 (1976–1978)
| #  | Tytuł                            | Polski tytuł                                            | Reżyseria        | Scenarzysta         | Premiera             | Premiera w Polsce (TVP1) |
| -- | -------------------------------- | ------------------------------------------------------- | ---------------- | ------------------- | -------------------- | ------------------------ |
| 1  | The Metamorph                    | Metamorfoza Metamorf                                    | Charles Crichton | Johnny Byrne        | 4 września 1976      | 5 sierpnia 1978          |
| 2  | The Exiles                       | Wygnańcy                                                | Ray Austin       | Donald James        | 11 września 1976     | 7 października 1978      |
| 3  | One Moment of Humanity           | Chwila człowieczeństwa                                  | Charles Crichton | Tony Barwick        | 25 września 1976     | 2 grudnia 1978           |
| 4  | All That Glisters                | Nie wszystko złoto co się świeci Wszystko co się świeci | Ray Austin       | Keith Miles         | 28 października 1976 | 2 września 1978          |
| 5  | Journey to Where                 | Podróż w czasie Podróż ale dokąd                        | Tom Clegg        | Donald James        | 18 września 1976     | 7 kwietnia 1979          |
| 6  | The Taybor                       | brak danych Taybor                                      | Bob Brooks       | Thom Keyes          | 4 listopada 1976     | brak danych              |
| 7  | The Rules of Luton               | Prawa planety Luton Prawa Lutonu                        | Val Guest        | Charles Woodgrove   | 23 października 1976 | 20 stycznia 1979         |
| 8  | The Mark of Archanon             | Znamię Archanonu Znak Archanona                         | Charles Crichton | Lew Schwarz         | 16 października 1976 | 11 listopada 1978        |
| 9  | Brian the Brain                  | brak danych Mózg Brain                                  | Kevin Connor     | Jack Ronder         | 2 października 1976  | brak danych              |
| 10 | New Adam, New Eve                | brak danych Nowy Adam, nowa Ewa                         | Charles Crichton | Terence Feely       | 9 października 1976  | brak danych              |
| 11 | Catacombs of the Moon            | brak danych Podziemia księżyca                          | Robert Lynn      | Anthony Terpiloff   | 25 listopada 1976    | brak danych              |
| 12 | The AB Chrysalis                 | Poczwarki AB Dwie poczwarki                             | Val Guest        | Tony Barwick        | 18 listopada 1976    | 8 września 1979          |
| 13 | Seed of Destruction              | Ziarno zagłady                                          | Kevin Connor     | John Goldsmith      | 11 listopada 1976    | 3 lutego 1979            |
| 14 | The Beta Cloud                   | brak danych Chmura cząstek Beta                         | Robert Lynn      | Charles Woodgrove   | 16 grudnia 1976      | brak danych              |
| 15 | Space Warp                       | brak danych Ugięcie przestrzeni                         | Peter Medak      | Charles Woodgrove   | 2 grudnia 1976       | brak danych              |
| 16 | A Matter of Balance              | brak danych Kwestia równowagi                           | Charles Crichton | Pip & Jane Baker    | 9 grudnia 1976       | brak danych              |
| 17 | The Bringers of Wonder, Part One | brak danych Znajomi przynoszący dary, część 1           | Tom Clegg        | Terence Feely       | 4 sierpnia 1977      | brak danych              |
| 18 | The Bringers of Wonder, Part Two | brak danych Znajomi przynoszący dary, część 2           | Tom Clegg        | Terence Feely       | 11 sierpnia 1977     | brak danych              |
| 19 | The Lambda Factor                | brak danych Fale lambda                                 | Charles Crichton | Terrance Dicks      | 23 grudnia 1976      | brak danych              |
| 20 | The Seance Spectre               | brak danych Wywołana zjawa                              | Peter Medak      | Donald James        | 18 sierpnia 1977     | brak danych              |
| 21 | Dorzak                           | brak danych Dorzak                                      | Val Guest        | Christopher Penfold | 25 sierpnia 1977     | brak danych              |
| 22 | Devil's Planet                   | Diabelska planeta                                       | Tom Clegg        | Michael Winder      | 1 września 1977      | 13 stycznia 1979         |
| 23 | The Immunity Syndrome            | Syndrom Odporności                                      | Bob Brooks       | Johnny Byrne        | 29 października 1977 | 3 marca 1979             |
| 24 | The Dorcons                      | brak danych Dorkończycy                                 | Tom Clegg        | Johnny Byrne        | 12 listopada 1977    | brak danych              |

## Wersja polska

### TVN Siedem
Wersja polska: na zlecenie TVN – ITI Film Studio
Tekst: Magda Balcerek
Czytał: Janusz Szydłowski